# Walter Swinburn
Walter Robert John Swinburn (né à Oxford le 7 août 1961 et mort le 12 décembre 2016) est un ancien jockey britannique.  

## Carrière
Walter Swinburn monta son premier gagnant en 1978, mais c'est l'exceptionnel Shergar qui lui apporta la notoriété en remportant le Derby d'Epsom en 1981, alors qu'il n'a pas vingt ans. Également partenaire de champions tels que Lammtarra ou All Along, qui lui offrit un Prix de l'Arc de Triomphe en 1983, il a remporté les principales courses anglaises ainsi que de nombreuses grandes épreuves internationales, souvent pour l'entraîneur Michael Stoute. Il a pris sa retraite en 2004, s'installant comme entraîneur, jusqu'à son retrait du monde des courses en 2011.

## Palmarès sélectif (courses de groupe 1uniquement)
Royaume-Uni
- Derby d'Epsom – 3 – Shergar (1981), Shahrastani (1986), Lammtarra (1995)
- Oaks – 1 – Unite (1987)
- 2000 Guinées – 1 – Doyoun (1988)
- 1000 Guinées – 3 – Musical Bliss (1989), Hatoof (1992), Sayyedati (1993)
- International Stakes – 4 – Shardari (1986), Ezzoud (1993, 1994), Halling (1995)
- July Cup – 3 – Marwell (1981), Green Desert (1986), Ajdal (1987)
- Queen Elizabeth II Stakes – 3 – Buzzards Bay (2006), Shadeed (1985), Zilzal (1989)
- Coronation Stakes – 2 – Marling (1992), Exclusive (1998)
- Sussex Stakes – 2 – Sonic Lady (1986), Zilzal (1989)
- Cheveley Park Stakes – 2 – Marling (1991), Sayyedati (1992)
- Eclipse Stakes – 2 – Ezzoud (1994), Halling (1995)
- King George VI and Queen Elizabeth Diamond Stakes – 1 – Shergar (1981)
- King's Stand Stakes – 1 – Marwell (1981)
- Dewhurst Stakes – 1 – Ajdal (1986)
- St. James's Palace Stakes – 1 – Shaadi (1989)
- Ascot Gold Cup – 1 – Indian Queen (1991)
- Coronation Cup – 1 – Saddler's Hall (1992)
- Champion Stakes – 1 – Hatoof (1993)
- Lockinge Stakes – 1 – Soviet Line (1995)
- Middle Park Stakes – 1 – Royal Applause (1995)

 Irlande
- Irish Derby – 2 – Shareef Dancer (1983), Shahrastani (1986)
- Irish Oaks – 2 – Unite (1987), Melodist (1988)
- 1.000 Guinées Irlandaises – 2 – Sonic Lady (1986), Marling (1992)
- Phoenix Stakes – 2 – Superpower (1988), Lavery (1998)

 France
- Prix de l'Arc de Triomphe – 1 – All Along (1983)
- Prix de l'Abbaye de Longchamp – 1 – Marwell (1981)
- Grand Prix de Paris – 1 – Swink (1986)
- Prix du Moulin de Longchamp – 1 – Sonic Lady (1986)
- Prix Royal Oak – 1 – Indian Queen (1990)
- Prix Jacques Le Marois – 1 – Sayyedati (1993)
- Prix Morny – 1 – Tagula (1995)

 États-Unis
- Breeders' Cup Turf – 1 – Pilsudski (1996)
- Canadian International Stakes – 1 – All Along (1983)
- Washington, D.C. International – 1 – All Along (1983)
- Joe Hirsch Turf Classic Invitational Stakes – 1 – All Along (1983)
- E.P. Taylor Stakes – 2 – Ivor's Image (1986), Hatoof (1992)
- Beverly D. Stakes – 1 – Hatoof (1994)

 Allemagne
- Grosser Preis von Baden – 1 – Pilsudski (1996)